# Ducado de Baja Lorena
El ducado de Baja Lorena o Baja Lotaringia (del francés: Basse-Lotharingie); en alemán: Herzogtum Niederlothringen se formó en 959, tras la división del antiguo ducado de Lotaringia. Correspondía a la parte norte del mismo, desde el río Mosela a Frisia. Se correspondería en la época contemporánea con el Benelux y partes de Francia y Alemania.

## La creación de Baja Lotaringia
En 959 el duque Bruno de Colonia, hijo de Enrique el pajarero, decidió dividir la Lotaringia en dos ducados: Baja y Alta Lotaringia (o Baja y Alta Lorena) nombrando al conde Godofredo I de Henao como vice-duque de Baja Lotaringia. El territorio abarcaba desde el río Escalda al Elms, y desde el Mar del Norte hasta la ribera del Mosela, hasta la provincia de Colonia.
La separación llevada a cabo por Bruno de Colonia reflejaba la realidad de un ducado dividido entre súbditos de obediencia francesa y obediencia alemana. Ambos ducados se convertirían en la frontera occidental del Sacro Imperio Romano Germánico, formado por Otón I en 962, hermano de Bruno de Colonia. 
Los dos ducados lotaringios llevarían vidas muy distintas a partir de entonces, sólo volviendo a unificarse brevemente de 1033 a 1044 bajo Gotelón I. A la muerte de este en 1044, el emperador Enrique III, que temía la unificación, decidió designar al hijo primogénito de Gozelo, Godofredo el barbudo, como duque de la Alta Lotaringia, mientras que su hermano Gotelón II, como duque de la Baja Lotaringia. Ante la negativa del emperador de volver a unificar la Lotaringia, Godofredo se rebeló entonces contra la decisión imperial, atacó la Baja Lotaringia y devastó la ciudad de Verdún en 1045. Ante esto, el emperador designó a Federico de Luxemburgo como nuevo duque de Baja Lotaringia en 1046.

## División de la Baja Lorena
A partir de entonces el ducado de Baja Lorena comenzó rápidamente a difuminarse entre condados cada vez más autónomos mientras el ducado de Alta Lorena fortalecía su propia autoridad, llegando a ser conocido simplemente como Ducado de Lorena. 
Las décadas posteriores la significancia del Ducado fue reduciéndose. Con las Cruzadas y los conflictos imperiales entre Enrique IV y su hijo Enrique V, el ducado fue disputado desde 1100 entre los condes de Limburgo y los de Lovaina.
Tras la muerte del duque Godofredo III de Lovaina en 1190, el emperador Enrique VI decidió en la Dieta reunida en Schwäbisch Hall, que el duque de Baja Lotaringia, en ese momento Enrique I de Brabante, tendría únicamente autoridad ducal dentro de sus propios territorios, y que su título le confería una autoridad honorífica pero no feudal. Dado que el duque de Baja Lotaringia no podía reclamar una jurisdicción mayor que la de sus propios dominios feudales (el ducado de Brabante) se quebró la autoridad territorial de la Baja Lorena, el duque de Baja Lorena ya no era pleno soberano del "ducado de Baja Lorena" y los feudos imperiales dominados por el duque de Brabante recibieron desde entonces la denominación de "Ducado de Lothier" (o Lothryk).

## Estados sucesores
Una vez que la autoridad ducal dejó de ser efectiva varios territorios se convirtieron en independientes. Los más importantes son:
- Arzobispado de Colonia
- Ciudad Imperial Libre de Aquisgrán
- Principado-Obispado de Lieja
- Principado episcopal de Utrecht
- Obispado de Cambrai
- Ducado de Limburgo
- Marquesado de Ename, o Flandes Imperial
- Marquesado de Namur
- Condado de Henao
- Ducado de Juliers
- Condado de Güeldres
- Ducado de Cleves
- Condado de Holanda
- Condado de Berg
- Condado de Loon

Los únicos estados que quedaron bajo soberanía del duque de Baja Lorena (o Lothier) son :
- Marquesado de Amberes
- Condado de Lovaina y Bruselas
- Ducado de Brabante
- Abadías de Nivelles y Gembloux, feudos imperiales